# Diego Iturriaga
Diego Iturriaga Urbiola, llamado Iturriaga, nacido en Sartaguda (Navarra) el 18 de octubre de 1991, es un pelotari español de pelota vasca en la modalidad de mano, que juega en la posición de zaguero.

## Palmarés
- Campeón del Campeonato de Parejas de promoción, 2018

## Final del Campeonato de Parejas de 2ª categoría
| Año  | Campeones          | Subcampeones              | Tanteo | Frontón |
| ---- | ------------------ | ------------------------- | ------ | ------- |
| 2018 | Agirre - Iturriaga | P. Etxeberria - Jaunarena | 22-21  | Labrit  |